# سيف ينسن
سيف ينسن (بالنرويجية: Siv Jensen)‏ (ولدت يوم 1 يونيو 1969) هي سياسية نرويجية شغلت منصب وزير المالية في حكومة إرنا سولبرغ (2013-2020)، والزعيمة السابقة لحزب التقدم منذ 2006 وحتى انسحابها اختياريًا في فبراير 2021.
ولدت ينسن في أوسلو وتخرجت حاملة شهادة في دراسات الأعمال من الكلية النرويجية للاقتصاد. انتخبت لعضوية البرلمان للمرة الأولى عن دائرة أوسلو في انتخابات عام 1997، وأعيد انتخابها فيما بعد لخمس فترات متتالية. وترأست اللجنة الدائمة للشؤون المالية والاقتصادية من 2001 حتى 2005، وخلفت قيادة حزب التقدم عام 2006 عن كارل هاغن.
وقبل أن تصبح ينسن نائبة لرئيس الحزب خلال الفترة 1999-2006، كانت نائبة لرئيس البرلمان من عام 2001 حتى عام 2005 ورئيس اللجنة البرلمانية منذ 2001 حتى 2005. وفي عام 1997 أصبحت ناطقة باسم المالية العامة.

## الآراء السياسية

### الاقتصاد
وصفت ينسن حزب التقدم باليبرالي الكلاسيكي، وقالت أن الحزب يركز على العمل نحو التقليل من الدور الذي تمارسه الدولة والعمل على زيادة الحرية الفردية، كما وأعربت عن تفضيل حزب التقدم لمزيد من المنافسة الاقتصادية.
لقبتها الصحافة البريطانية بـ«مارغريت تاتشر النرويجية»، وترى ينسن في رئيسة الوزراء البريطانية السابقة مارغريت تاتشر أحد «أبطالها السياسيين». واعتبرتها «سياسية مثيرة للجدل»، كما عبّرت ينسن عن دعمها لسياسات المذهب التاتشري لأنها لا ترى بديلاً لاقتصاد السوق.

### التغير المناخي
قالت ينسن حول التغير المناخي في ديسمبر من عام 2008: «يمكننا رؤية حدوث التغيرات المناخية، ولكنها ما زالت تقع منذ أن وجِد العالم. إن السؤال يدور حول ما إذا كانت [هذه التغيرات] من صنع البشر أم لا، أو إذا ما كانت خطيرةً أم لا. جميع هؤلاء العلماء من حوالي 30 سنة قالوا أن العالم كان يصبح بارداً، والآن غيروا آرائهم ويقولون أن العالم يصبح أكثر دفئاً. لذا فهل هذا ما يحدث أم لا؟». بيد أن ينسن من الداعمين للتوسع والبحث في إنتاج الطاقة المتجددة. هاجمت اللجنة الدولية للتغيرات المناخية في يناير 2010، متهمةً التقرير الصادر عن الهيئة المكلفة باستناده على بيانات مزورة. وأشارت إلى التصريح المتعلق بذوبان مثالج جبال الهيمالايا بحلول عام 2035، وتوقعات آل جور ويوناس غار ستوره ذوبان الجليد، وأسئلة تتعلق باختيار العينات الإحصائية، وجدل رسائل البريد إلكتروني المرسلة من قبل علماء المناخ في وحدة أبحاث المناخ التابعة لجامعة إيست أنجليا.

### إسرائيل

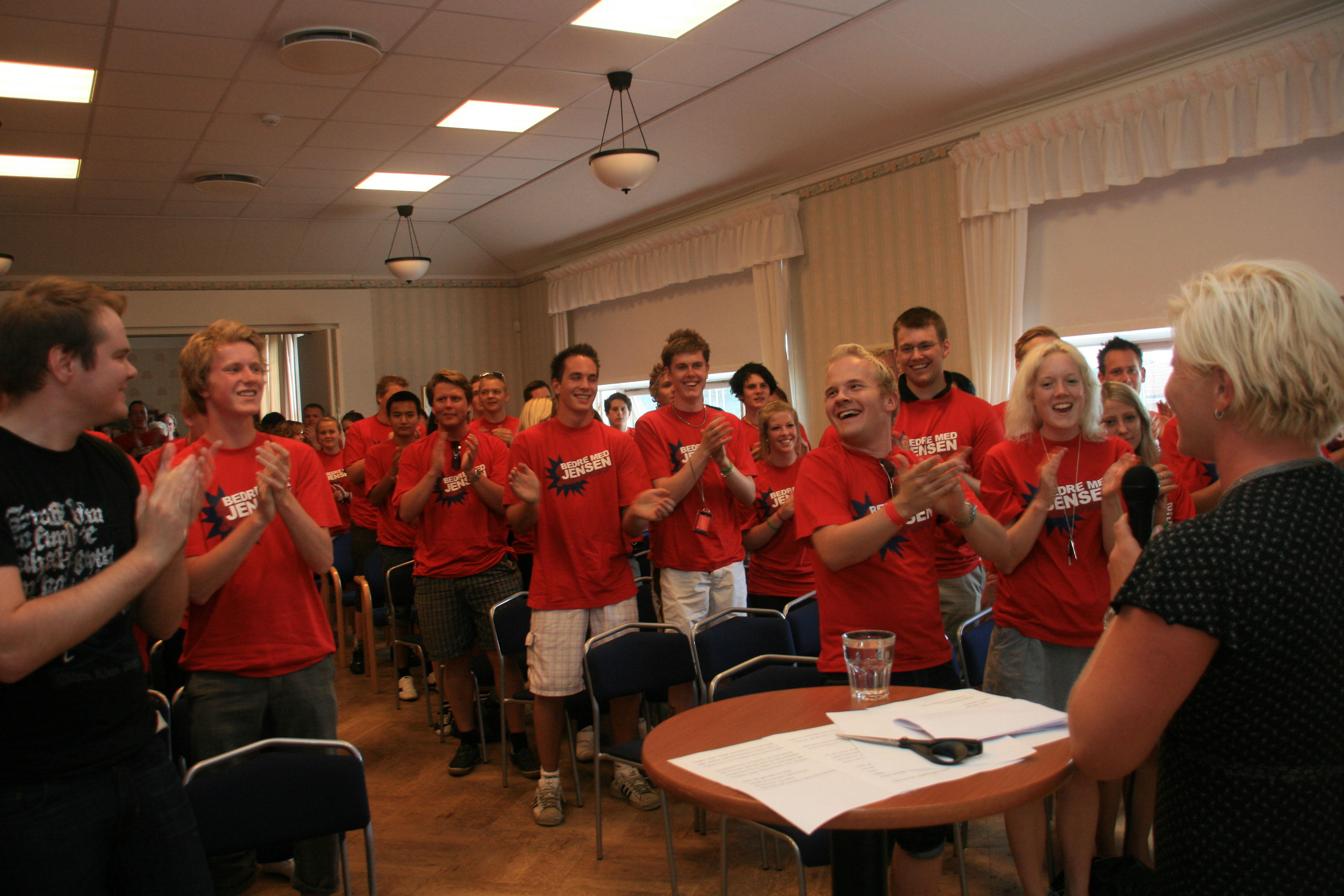
سيف ينسن تتحدث خلال فعالية شبابية لحزب التقدم.

تعد ينسن من الداعمين بقوة لإسرائيل، وصرحت أنها: «ليست خائفة من الدفاع عن حق إسرائيل في الدفاع عن نفسها.» قامت بزيارة مدينة سديروت الإسرائيلية خلال صيف عام 2008، وواجهت خلال زيارتها ضرب حركة حماس لعدة صواريخ على المدينة، ما دفعها للهروب نحو الملاجئ مع الوفد المرافق. عارضت بشدة قرار الحكومة النرويجية الاعتراف بحماس لأنه على حد تعبيرها «لا تتفاوض مع الإرهابيين» كما دعت ينسن إلى نقل السفارة النرويجية في إسرائيل من تل أبيب إلى القدس، وبقيت بنفس الوقت منفتحة على فكرة قبول اعتراف مستقبلي بدولة فلسطين.
شاركت ينسن في مظاهرة داعمة لإسرائيل حملت عنوان «دع إسرائيل تعش» خلال شهر يناير 2009، وذلك على خلفية الحرب على غزة. كان لسياسة حزب التقدم تجاه إسرائيل، وحضور ينسن للمظاهرة وحقيقة عدم مشاركة زعيم الحزب الديمقراطي المسيحي داغفين هويبروتين في المظاهرة الأثر الذي دفع كثير من ناخبي الحزب الديمقراطي المسيحي إلى الاتجاه نحو دعم حزب التقدم. تعرضت ينسن مع متظاهرين مؤيدين لإسرائيل لهجوم متظاهرين آخرين رموها بالحجارة خلال إلقاءها لخطاب، مما أجبرها على مغادرة المنصة وذلك خلال المظاهرات وأعمال الشغب التي اندلعت في أوسلو عام 2008 ضد حرب غزة.

## بيبلوغرافيا
- Aurdal، Martine (2006). Siv: Portrett av en formann. Oslo: Kagge forlag.

## روابط خارجية
- سيف ينسن على موقع IMDb (الإنجليزية)
- سيف ينسن على موقع مونزينجر (الألمانية)